# ستيلاريس
ستيلاريس (بالإنجليزية: Stellaris)‏ هي لعبة استراتيجية كبرى 4إكس من تطوير شركة استوديو برودكس للتطوير ونشر شركة بارادوكس إنتراكتيف. صدرت اللعبة على أجهزة مايكروسوفت ويندوز، ماك أو إس ولينكس في 9 مايو 2016. وعلى بلاي ستيشن 4 وإكس بوكس ون في 26 فبراير 2019 وعلى إكس بوكس سيريس إكس وسيريس إس في 25 مارس 2021.